# Dorcadion castilianum
Dorcadion castilianum är en skalbaggsart som beskrevs av Louis Alexandre Auguste Chevrolat 1862. Dorcadion castilianum ingår i släktet Dorcadion och familjen långhorningar. Inga underarter finns listade i Catalogue of Life.